# Erde-Schlange
Die Erde-Schlange (Jisi, chinesisch 己巳, Pinyin jǐsì) ist das 6. Jahr des chinesischen Kalenders (siehe Tabelle 天支 60-Jahre-Zyklus). Es ist ein Begriff aus dem Bereich der chinesischen Astrologie und bezeichnet diejenigen Mondjahre, die durch eine Verbindung des sechsten Himmelsstammes (己,  jǐ, Element Erde und Yīn) mit dem sechsten Erdzweig (巳,  sì), symbolisiert durch die Schlange (蛇,  shé), charakterisiert sind.
Nach dem chinesischen Kalender tritt eine solche Verbindung alle 60 Jahre ein. Das letzte Erde-Schlange-Jahr begann 1989 und dauerte wegen der Abweichung des chinesischen vom gregorianischen Kalenderjahr vom 6. Februar 1989 bis 26. Januar 1990.

## Erde-Schlange-Jahr
Im chinesischen Kalenderzyklus ist das Jahr der Erde-Schlange 己巳jǐsì das 6. Jahr (am Beginn des Jahres: Erde-Drache 戊辰 wùchén 5).
| Liste der Erde-Schlange-Jahre des 60-Jahres-Zyklus (Ende des Zyklus – bei Zählung vom 1. Regierungsjahr Huángdì) (Beginn des Zyklus – bei Zählung vom 61. Regierungsjahr Huángdì)            |              |              |              |              |              |              |              |              |              |              |
| Zykl. | 0            | 1            | 2            | 3            | 4            | 5            | 6            | 7            | 8            | 9            |
| 0 | 2692 v. Chr. | 2632 v. Chr. | 2572 v. Chr. | 2512 v. Chr. | 2452 v. Chr. | 2392 v. Chr. | 2332 v. Chr. | 2272 v. Chr. | 2212 v. Chr. | 2152 v. Chr. |
| 10 | 2092 v. Chr. | 2032 v. Chr. | 1972 v. Chr. | 1912 v. Chr. | 1852 v. Chr. | 1792 v. Chr. | 1732 v. Chr. | 1672 v. Chr. | 1612 v. Chr. | 1552 v. Chr. |
| 20 | 1492 v. Chr. | 1432 v. Chr. | 1372 v. Chr. | 1312 v. Chr. | 1252 v. Chr. | 1192 v. Chr. | 1132 v. Chr. | 1072 v. Chr. | 1012 v. Chr. | 952 v. Chr.  |
| 30 | 892 v. Chr.  | 832 v. Chr.  | 772 v. Chr.  | 712 v. Chr.  | 652 v. Chr.  | 592 v. Chr.  | 532 v. Chr.  | 472 v. Chr.  | 412 v. Chr.  | 352 v. Chr.  |
| 40 | 292 v. Chr.  | 232 v. Chr.  | 172 v. Chr.  | 112 v. Chr.  | 52 v. Chr.   | 9            | 69           | 129          | 189          | 249          |
| 50 | 309          | 369          | 429          | 489          | 549          | 609          | 669          | 729          | 789          | 849          |
| 60 | 909          | 969          | 1029         | 1089         | 1149         | 1209         | 1269         | 1329         | 1389         | 1449         |
| 70 | 1509         | 1569         | 1629         | 1689         | 1749         | 1809         | 1869         | 1929         | 1989         | 2049         |
| 80 | 2109         | 2169         | 2229         | 2289         | 2349         | 2409         | 2469         | 2529         | 2589         | 2649         |
| Hinweis: Die laufende Nr. des Zyklus ergibt sich aus der Zeilen-Nr. addiert mit der Spalten-Nr. Beispiel: Das Erde-Schlange-Jahr des 35. Zyklus (Zeile 30 + Spalte 5) entspricht 592 v. Chr. |              |              |              |              |              |              |              |              |              |              |